# Katovická církevní provincie

Katovická církevní provincie

Katovická církevní provincie je jedna z čtrnácti církevních provincií římskokatolické církve na území Polské republiky.
Byla vytvořena dne 25. března 1992 papežskou bulou Totus Tuus Poloniae populus.
Území provincie se člení na tyto diecéze:
- Arcidiecéze katovická (vznik 1925, do 1992 část Krakovské církevní provincie)
- Diecéze opolská (vznik 1972, do 1992 část Vratislavské církevní provincie)
- Diecéze gliwická (vznik 1992)

V čele Katovické církevní provincie stojí arcibiskup-metropolita katovický, v současnosti (od 2011) Wiktor Skworc.